# Ormes-et-Ville
Ormes-et-Ville är en kommun i departementet Meurthe-et-Moselle i regionen Grand Est (tidigare regionen Lorraine) i nordöstra Frankrike. Kommunen ligger i kantonen Haroué som tillhör arrondissementet Nancy. År 2022 hade Ormes-et-Ville 221 invånare.

## Befolkningsutveckling
Antalet invånare i kommunen Ormes-et-Ville
| Referens: INSEE |